# Ştefan Niculescu
Ștefan Niculescu (Moreni, 31 de julio de 1927 – 22 de enero de 2008) fue un compositor rumano. A Niculescu se le atribuye la introducción de su propia heterofonía, una técnica basada en la superposición de material melódico sobre variaciones del mismo para crear texturas impulsadas por la energía temática, así como por los factores texturales más comunes: densidad y niveles de actividad. Este enfoque creativo guarda similitudes con la micropolifonía de György Ligeti, pero importantes diferencias estéticas y estilísticas las distinguen.

## Biografía
La labor docente de Niculescu lo convirtió en mentor de toda una generación de jóvenes compositores rumanos, entre ellos Costin Miereanu, Horațiu Rădulescu y Dan Dediuro.
En la década de 1970, contribuyó a la popularización de la música moderna organizando audiciones públicas en Bucarest junto con Șerban Stănciulescu. 
La obra de Niculescu, «Ison II», para viento y percusión, permuta segmentos simultáneos de una melodía diatónica, produciendo una complejidad sonora reverberante, unida por una marcada claridad modal. «Opus Dacicum», para orquesta, utiliza exploraciones texturales similares, pero con un mayor sentido del movimiento armónico, a menudo con una exuberancia wagneriana que le confiere un atractivo sensual, muy distinto a las sonoridades de Ligeti, orientadas a los grupos.
Entre sus honores se encuentran numerosos premios de la Academia Rumana y la Unión de Compositores y Musicólogos de Rumanía. También recibió premios de la Academia de Bellas Artes de París (1972), el Premio Internacional de la Crítica Discográfica (1985) y el Premio Herder de Viena (1994). En 1996 fue elegido miembro titular de la Academia Rumana, y en 2000 le fue concedida la Orden de la Estrella de Rumanía, con rango de Comendador.